# Noyelles-lès-Humières
Noyelles-lès-Humières (Aussprache [nwaˈjɛl lɛ ymiˈɛʁ]) ist eine französische Gemeinde mit 57 Einwohnern (Stand: 1. Januar 2022) im Département Pas-de-Calais in der Region Hauts-de-France (vor 2016 Nord-Pas-de-Calais). Sie gehört zum Arrondissement Montreuil und ist Mitglied im Gemeindeverband Communauté de communes des 7 Vallées. Die Einwohner werden Noyellois und Noyelloises genannt.
Nachbargemeinden von Noyelles-lès-Humières sind Neulette im Nordwesten, Éclimeux im Norden, Humières im Osten sowie Willeman im Südwesten.

## Bevölkerungsentwicklung
| Jahr      | 1962 | 1968 | 1975 | 1982 | 1990 | 1999 | 2007 | 2014 |
| Einwohner | 71   | 61   | 50   | 46   | 57   | 56   | 66   | 53   |

## Sehenswürdigkeiten
- Kirche Saint-Martin

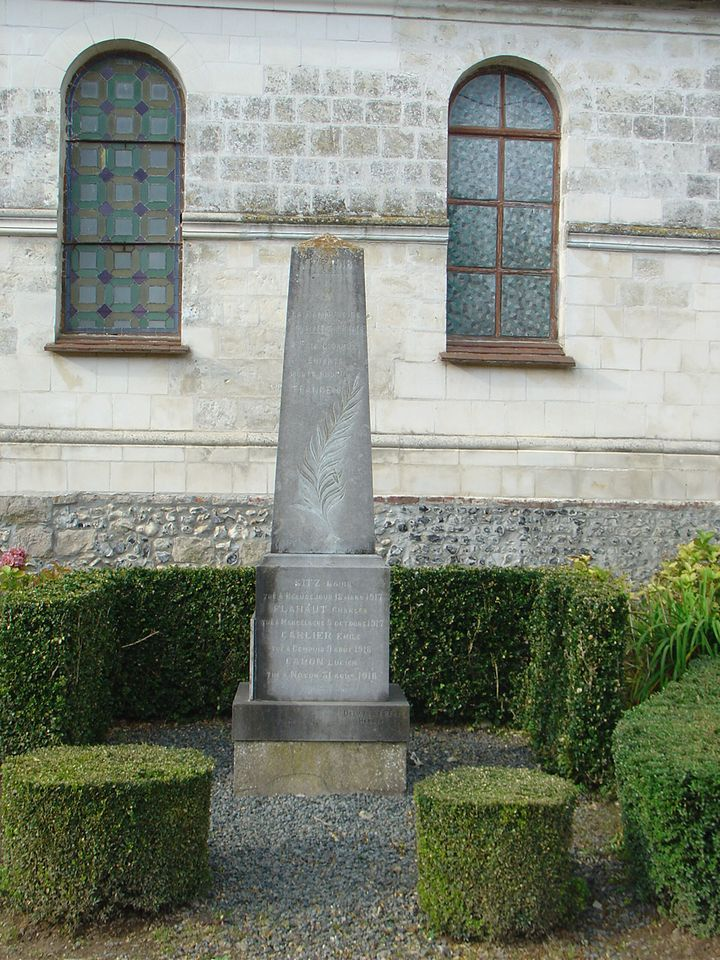
Kriegerdenkmal
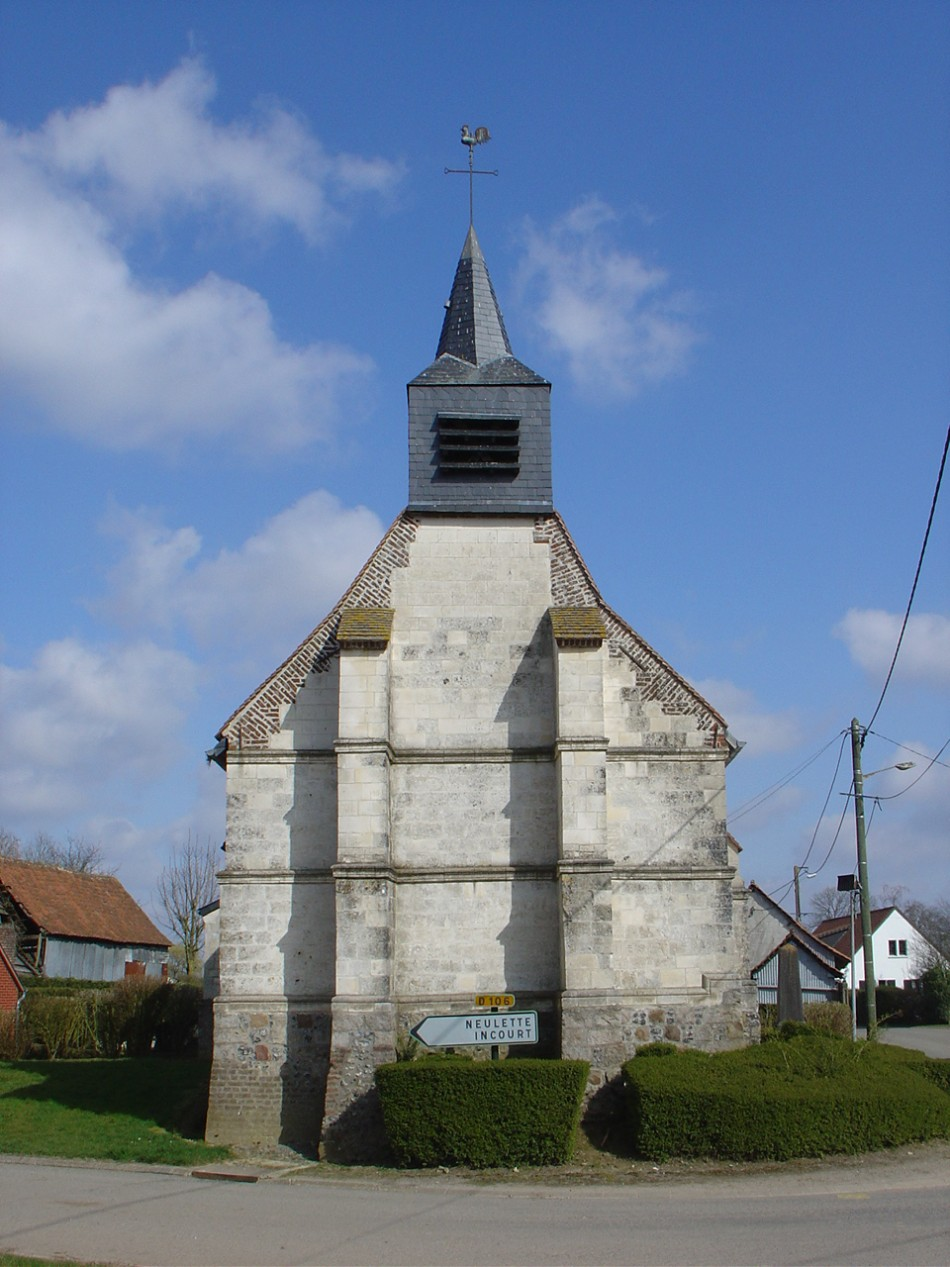
Kirche Saint-Martin

- Kriegerdenkmal
- Kirche Saint-Martin